# Cầu lông tại Thế vận hội Mùa hè 2020 - Đơn nữ
Giải cầu lông đơn nữ tại Thế vận hội Mùa hè 2020 đã diễn ra từ ngày 24 tháng 7 đến ngày 2 tháng 8 năm 2021 tại Musashino Forest Sports Plaza ở Tokyo. Tổng cộng có 43 vận động viên từ 37 quốc gia đang thi đấu.

## Lịch thi đấu
Giải đấu được tổ chức trong khoảng thời gian 10 ngày, với 9 ngày thi đấu và 1 ngày mở cửa.

| P | Vòng sơ loại | R | Vòng 16 đội | QF | Tứ kết | SF | Bán kết | M | Tranh huy chương vàng |

| Ngày     | 24 thg7 | 24 thg7 | 25 thg7 | 25 thg7 | 26 thg7 | 26 thg7 | 27 thg7 | 27 thg7 | 28 thg7 | 28 thg7 | 29 thg7 | 29 thg7 | 30 thg7 | 30 thg7 | 31 thg7 | 31 thg7 | 1 thg8 | 1 thg8 | 2 thg8 | 2 thg8 |
| Nội dung | S       | T       | S       | T       | S       | T       | S       | T       | S       | T       | S       | T       | S       | C       | S       | T       | C      | T      | C      | T      |
| -------- | ------- | ------- | ------- | ------- | ------- | ------- | ------- | ------- | ------- | ------- | ------- | ------- | ------- | ------- | ------- | ------- | ------ | ------ | ------ | ------ |
| Đơn nữ   | P       | P       | P       | P       | P       | P       | P       | P       | P       |         | R       |         | QF      | QF      |         | SF      |        | M      |        |        |

## Hạt giống
Tổng cộng có 14 vận động viên được trao hạt giống.
| 1. Chen Yufei (CHN) (Huy chương vàng) 2. Đới Tư Dĩnh (TPE) (Huy chương bạc) 3. Okuhara Nozomi (JPN) (Tứ kết) 4. Yamaguchi Akane (JPN) (Tứ kết) 5. Ratchanok Intanon (THA) (Tứ kết) 6. P. V. Sindhu (IND) (Huy chương đồng) 7. An Se-young (KOR) (Tứ kết) | 1. He Bingjiao (CHN) (Hạng tư) 2. Michelle Li (CAN) (Vòng 16 đội) 3. Busanan Ongbamrungphan (THA) (Vòng 16 đội) 4. Beiwen Zhang (USA) (Vòng 16 đội) 5. Kim Ga-eun (KOR) (Vòng 16 đội) 6. Mia Blichfeldt (DEN) (Vòng 16 đội) 7. Gregoria Mariska Tunjung (INA) (Vòng 16 đội) |

## Vòng bảng
Vòng bảng được thi đấu từ ngày 24 đến ngày 28 tháng 7. Đội thắng của mỗi bảng đã giành quyền vào vòng đấu loại trực tiếp.

### Bảng A
| VT | Đội                  | ST | T | B | VT | VB | HS | ĐT | ĐB | HS  | Đ | Giành quyền tham dự    |
| -- | -------------------- | -- | - | - | -- | -- | -- | -- | -- | --- | - | ---------------------- |
| 1  | Chen Yufei (CHN)     | 2  | 2 | 0 | 4  | 0  | +4 | 84 | 31 | +53 | 2 | Giành quyền vào tứ kết |
| 2  | Neslihan Yiğit (TUR) | 2  | 1 | 1 | 2  | 2  | 0  | 65 | 52 | +13 | 1 |                        |
| 3  | Doha Hany (EGY)      | 2  | 0 | 2 | 0  | 4  | −4 | 18 | 84 | −66 | 0 |                        |

| Ngày       | Thời lượng | Vận động viên 1 | Tỷ số                                                    | Vận động viên 2 | Set 1 | Set 2 | Set 3 |
| ---------- | ---------- | --------------- | -------------------------------------------------------- | --------------- | ----- | ----- | ----- |
| 25 tháng 7 | 11:20      | Chen Yufei      | 2–0 Lưu trữ ngày 26 tháng 7 năm 2021 tại Wayback Machine | Doha Hany       | 21–5  | 21–3  |       |
| 27 tháng 7 | 11:20      | Neslihan Yiğit  | 2–0 Lưu trữ ngày 27 tháng 7 năm 2021 tại Wayback Machine | Doha Hany       | 21–5  | 21–5  |       |
| 28 tháng 7 | 12:20      | Chen Yufei      | 2–0 Lưu trữ ngày 28 tháng 7 năm 2021 tại Wayback Machine | Neslihan Yiğit  | 21–14 | 21–9  |       |

### Bảng C
| VT | Đội                         | ST | T | B | VT | VB | HS | ĐT | ĐB | HS  | Đ | Giành quyền tham dự          |
| -- | --------------------------- | -- | - | - | -- | -- | -- | -- | -- | --- | - | ---------------------------- |
| 1  | An Se-young (KOR)           | 2  | 2 | 0 | 4  | 0  | +4 | 84 | 30 | +54 | 2 | Giành quyền vào vòng sơ loại |
| 2  | Clara Azurmendi (ESP)       | 2  | 1 | 1 | 2  | 2  | 0  | 63 | 54 | +9  | 1 |                              |
| 3  | Dorcas Ajoke Adesokan (NGR) | 2  | 0 | 2 | 0  | 4  | −4 | 21 | 84 | −63 | 0 |                              |

| Ngày       | Thời lượng | Vận động viên 1       | Tỷ số                                                    | Vận động viên 2       | Set 1 | Set 2 | Set 3 |
| ---------- | ---------- | --------------------- | -------------------------------------------------------- | --------------------- | ----- | ----- | ----- |
| 24 tháng 7 | 20:00      | An Se-young           | 2–0 Lưu trữ ngày 28 tháng 7 năm 2021 tại Wayback Machine | Clara Azurmendi       | 21–13 | 21–8  |       |
| 26 tháng 7 | 12:00      | Dorcas Ajoke Adesokan | 0–2 Lưu trữ ngày 25 tháng 7 năm 2021 tại Wayback Machine | Clara Azurmendi       | 10–21 | 2–21  |       |
| 27 tháng 7 | 19:20      | An Se-young           | 2–0 Lưu trữ ngày 28 tháng 7 năm 2021 tại Wayback Machine | Dorcas Ajoke Adesokan | 21–3  | 21–6  |       |

### Bảng D
| VT | Đội                          | ST | T | B | VT | VB | HS | ĐT | ĐB | HS  | Đ | Giành quyền tham dự          |
| -- | ---------------------------- | -- | - | - | -- | -- | -- | -- | -- | --- | - | ---------------------------- |
| 1  | Busanan Ongbamrungphan (THA) | 2  | 2 | 0 | 4  | 0  | +4 | 84 | 41 | +43 | 2 | Giành quyền vào vòng sơ loại |
| 2  | Kristin Kuuba (EST)          | 2  | 1 | 1 | 2  | 2  | 0  | 70 | 74 | −4  | 1 |                              |
| 3  | Daniela Macías (PER)         | 2  | 0 | 2 | 0  | 4  | −4 | 45 | 84 | −39 | 0 |                              |

| Ngày       | Thời lượng | Vận động viên 1        | Tỷ số                                                    | Vận động viên 2 | Set 1 | Set 2 | Set 3 |
| ---------- | ---------- | ---------------------- | -------------------------------------------------------- | --------------- | ----- | ----- | ----- |
| 24 tháng 7 | 09:40      | Busanan Ongbamrungphan | 2–0 Lưu trữ ngày 25 tháng 7 năm 2021 tại Wayback Machine | Daniela Macías  | 21–4  | 21–9  |       |
| 26 tháng 7 | 18:00      | Kristin Kuuba          | 2–0 Lưu trữ ngày 25 tháng 7 năm 2021 tại Wayback Machine | Daniela Macías  | 21–19 | 21–13 |       |
| 27 tháng 7 | 18:40      | Busanan Ongbamrungphan | 2–0 Lưu trữ ngày 25 tháng 7 năm 2021 tại Wayback Machine | Kristin Kuuba   | 21–16 | 21–12 |       |

### Bảng E
| VT | Đội                       | ST | T | B | VT | VB | HS | ĐT | ĐB | HS  | Đ | Giành quyền tham dự          |
| -- | ------------------------- | -- | - | - | -- | -- | -- | -- | -- | --- | - | ---------------------------- |
| 1  | Okuhara Nozomi (JPN) (H)  | 2  | 2 | 0 | 2  | 0  | +2 | 84 | 43 | +41 | 2 | Giành quyền vào vòng sơ loại |
| 2  | Evgeniya Kosetskaya (ROC) | 2  | 1 | 1 | 2  | 2  | 0  | 65 | 77 | −12 | 1 |                              |
| 3  | Yvonne Li (GER)           | 2  | 0 | 2 | 0  | 4  | −4 | 56 | 85 | −29 | 0 |                              |

| Ngày       | Thời lượng | Vận động viên 1     | Tỷ số                                                    | Vận động viên 2     | Set 1 | Set 2 | Set 3 |
| ---------- | ---------- | ------------------- | -------------------------------------------------------- | ------------------- | ----- | ----- | ----- |
| 25 tháng 7 | 11:20      | Okuhara Nozomi      | 2–0 Lưu trữ ngày 27 tháng 7 năm 2021 tại Wayback Machine | Yvonne Li           | 21–17 | 21–4  |       |
| 26 tháng 7 | 10:00      | Evgeniya Kosetskaya | 2–0 Lưu trữ ngày 25 tháng 7 năm 2021 tại Wayback Machine | Yvonne Li           | 22–20 | 21–15 |       |
| 28 tháng 7 | 10:20      | Okuhara Nozomi      | 2–0 Lưu trữ ngày 27 tháng 7 năm 2021 tại Wayback Machine | Evgeniya Kosetskaya | 21–6  | 21–16 |       |

### Bảng F
| VT | Đội                   | ST | T | B | VT | VB | HS | ĐT | ĐB | HS  | Đ | Giành quyền tham dự          |
| -- | --------------------- | -- | - | - | -- | -- | -- | -- | -- | --- | - | ---------------------------- |
| 1  | Michelle Li (CAN)     | 2  | 2 | 0 | 4  | 0  | +4 | 84 | 51 | +33 | 2 | Giành quyền vào vòng sơ loại |
| 2  | Martina Repiská (SVK) | 2  | 1 | 1 | 2  | 2  | 0  | 76 | 73 | +3  | 1 |                              |
| 3  | Nikté Sotomayor (GUA) | 2  | 0 | 2 | 0  | 4  | −4 | 48 | 84 | −36 | 0 |                              |

| Ngày       | Thời lượng | Vận động viên 1 | Tỷ số                                                    | Vận động viên 2 | Set 1 | Set 2 | Set 3 |
| ---------- | ---------- | --------------- | -------------------------------------------------------- | --------------- | ----- | ----- | ----- |
| 25 tháng 7 | 12:00      | Michelle Li     | 2–0 Lưu trữ ngày 25 tháng 7 năm 2021 tại Wayback Machine | Nikté Sotomayor | 21–8  | 21–9  |       |
| 26 tháng 7 | 18:40      | Martina Repiská | 2–0 Lưu trữ ngày 26 tháng 7 năm 2021 tại Wayback Machine | Nikté Sotomayor | 21–19 | 21–12 |       |
| 28 tháng 7 | 11:00      | Michelle Li     | 2–0 Lưu trữ ngày 28 tháng 7 năm 2021 tại Wayback Machine | Martina Repiská | 21–18 | 21–16 |       |

### Bảng G
| VT | Đội                                  | ST | T | B | VT | VB | HS | ĐT | ĐB | HS  | Đ | Giành quyền tham dự          |
| -- | ------------------------------------ | -- | - | - | -- | -- | -- | -- | -- | --- | - | ---------------------------- |
| 1  | He Bingjiao (CHN)                    | 2  | 2 | 0 | 4  | 0  | +4 | 84 | 23 | +61 | 2 | Giành quyền vào vòng sơ loại |
| 2  | Sorayya Aghaei (IRI)                 | 2  | 1 | 1 | 2  | 2  | 0  | 56 | 63 | −7  | 1 |                              |
| 3  | Fathimath Nabaaha Abdul Razzaq (MDV) | 2  | 0 | 2 | 0  | 4  | −4 | 30 | 84 | −54 | 0 |                              |

| Ngày       | Thời lượng | Vận động viên 1 | Tỷ số                                                    | Vận động viên 2                | Set 1 | Set 2 | Set 3 |
| ---------- | ---------- | --------------- | -------------------------------------------------------- | ------------------------------ | ----- | ----- | ----- |
| 25 tháng 7 | 12:40      | He Bingjiao     | 2–0 Lưu trữ ngày 25 tháng 7 năm 2021 tại Wayback Machine | Fathimath Nabaaha Abdul Razzaq | 21–6  | 21–3  |       |
| 26 tháng 7 | 11:20      | Sorayya Aghaei  | 2–0 Lưu trữ ngày 26 tháng 7 năm 2021 tại Wayback Machine | Fathimath Nabaaha Abdul Razzaq | 21–14 | 21–7  |       |
| 28 tháng 7 | 11:00      | He Bingjiao     | 2–0 Lưu trữ ngày 27 tháng 7 năm 2021 tại Wayback Machine | Sorayya Aghaei                 | 21–11 | 21–3  |       |

### Bảng H
| VT | Đội                  | ST | T | B | VT | VB | HS | ĐT | ĐB | HS  | Đ | Giành quyền tham dự          |
| -- | -------------------- | -- | - | - | -- | -- | -- | -- | -- | --- | - | ---------------------------- |
| 1  | Beiwen Zhang (USA)   | 2  | 2 | 0 | 4  | 0  | +4 | 84 | 38 | +46 | 2 | Giành quyền vào vòng sơ loại |
| 2  | Marija Ulitina (UKR) | 2  | 1 | 1 | 2  | 2  | 0  | 62 | 76 | −14 | 1 |                              |
| 3  | Fabiana Silva (BRA)  | 2  | 0 | 2 | 0  | 4  | −4 | 53 | 85 | −32 | 0 |                              |

| Ngày       | Thời lượng | Vận động viên 1 | Tỷ số                                                    | Vận động viên 2 | Set 1 | Set 2 | Set 3 |
| ---------- | ---------- | --------------- | -------------------------------------------------------- | --------------- | ----- | ----- | ----- |
| 25 tháng 7 | 18:00      | Beiwen Zhang    | 2–0 Lưu trữ ngày 26 tháng 7 năm 2021 tại Wayback Machine | Marija Ulitina  | 21–12 | 21–7  |       |
| 26 tháng 7 | 12:40      | Fabiana Silva   | 0–2 Lưu trữ ngày 26 tháng 7 năm 2021 tại Wayback Machine | Marija Ulitina  | 14–21 | 20–22 |       |
| 28 tháng 7 | 10:20      | Beiwen Zhang    | 2–0 Lưu trữ ngày 27 tháng 7 năm 2021 tại Wayback Machine | Fabiana Silva   | 21–9  | 21–10 |       |

### Bảng I
| VT | Đội                  | ST | T | B | VT | VB | HS | ĐT | ĐB  | HS  | Đ | Giành quyền tham dự          |
| -- | -------------------- | -- | - | - | -- | -- | -- | -- | --- | --- | - | ---------------------------- |
| 1  | Mia Blichfeldt (DEN) | 2  | 2 | 0 | 4  | 0  | +4 | 84 | 34  | +50 | 2 | Giành quyền vào vòng sơ loại |
| 2  | Chen Hsuan-yu (AUS)  | 2  | 1 | 1 | 2  | 2  | 0  | 83 | 88  | −5  | 1 |                              |
| 3  | Linda Zetchiri (BUL) | 2  | 0 | 2 | 1  | 4  | −3 | 59 | 104 | −45 | 0 |                              |

| Ngày       | Thời lượng | Vận động viên 1 | Tỷ số                                                    | Vận động viên 2 | Set 1 | Set 2 | Set 3 |
| ---------- | ---------- | --------------- | -------------------------------------------------------- | --------------- | ----- | ----- | ----- |
| 25 tháng 7 | 14:00      | Mia Blichfeldt  | 2–0 Lưu trữ ngày 25 tháng 7 năm 2021 tại Wayback Machine | Chen Hsuan-yu   | 21–7  | 21–14 |       |
| 27 tháng 7 | 13:20      | Linda Zetchiri  | 1–2 Lưu trữ ngày 25 tháng 7 năm 2021 tại Wayback Machine | Chen Hsuan-yu   | 16–21 | 22–20 | 8–21  |
| 28 tháng 7 | 09:40      | Mia Blichfeldt  | 2–0 Lưu trữ ngày 27 tháng 7 năm 2021 tại Wayback Machine | Linda Zetchiri  | 21–10 | 21–3  |       |

### Bảng J
| VT | Đội                      | ST | T | B | VT | VB | HS | ĐT | ĐB | HS  | Đ | Giành quyền tham dự          |
| -- | ------------------------ | -- | - | - | -- | -- | -- | -- | -- | --- | - | ---------------------------- |
| 1  | P. V. Sindhu (IND)       | 2  | 2 | 0 | 4  | 0  | +4 | 84 | 42 | +42 | 2 | Giành quyền vào vòng sơ loại |
| 2  | Cheung Ngan Yi (HKG)     | 2  | 1 | 1 | 2  | 3  | −1 | 82 | 91 | −9  | 1 |                              |
| 3  | Ksenia Polikarpova (ISR) | 2  | 0 | 2 | 1  | 4  | −3 | 66 | 99 | −33 | 0 |                              |

| Ngày       | Thời lượng | Vận động viên 1 | Tỷ số                                                    | Vận động viên 2    | Set 1 | Set 2 | Set 3 |
| ---------- | ---------- | --------------- | -------------------------------------------------------- | ------------------ | ----- | ----- | ----- |
| 25 tháng 7 | 10:40      | P. V. Sindhu    | 2–0 Lưu trữ ngày 25 tháng 7 năm 2021 tại Wayback Machine | Ksenia Polikarpova | 21–7  | 21–10 |       |
| 27 tháng 7 | 12:40      | Cheung Ngan Yi  | 2–1 Lưu trữ ngày 25 tháng 7 năm 2021 tại Wayback Machine | Ksenia Polikarpova | 21–12 | 15–21 | 21–16 |
| 28 tháng 7 | 11:00      | P. V. Sindhu    | 2–0 Lưu trữ ngày 28 tháng 7 năm 2021 tại Wayback Machine | Cheung Ngan Yi     | 21–9  | 21–16 |       |

### Bảng K
| VT | Đội                   | ST | T | B | VT | VB | HS | ĐT | ĐB | HS  | Đ | Giành quyền tham dự          |
| -- | --------------------- | -- | - | - | -- | -- | -- | -- | -- | --- | - | ---------------------------- |
| 1  | Kim Ga-eun (KOR)      | 2  | 2 | 0 | 4  | 0  | +4 | 84 | 50 | +34 | 2 | Giành quyền vào vòng sơ loại |
| 2  | Yeo Jia Min (SGP)     | 2  | 1 | 1 | 2  | 2  | 0  | 69 | 59 | +10 | 1 |                              |
| 3  | Haramara Gaitan (MEX) | 2  | 0 | 2 | 0  | 4  | −4 | 40 | 84 | −44 | 0 |                              |

| Ngày       | Thời lượng | Vận động viên 1 | Tỷ số                                                    | Vận động viên 2 | Set 1 | Set 2 | Set 3 |
| ---------- | ---------- | --------------- | -------------------------------------------------------- | --------------- | ----- | ----- | ----- |
| 24 tháng 7 | 20:40      | Kim Ga-eun      | 2–0 Lưu trữ ngày 25 tháng 7 năm 2021 tại Wayback Machine | Haramara Gaitan | 21–14 | 21–9  |       |
| 27 tháng 7 | 13:20      | Yeo Jia Min     | 2–0 Lưu trữ ngày 28 tháng 7 năm 2021 tại Wayback Machine | Haramara Gaitan | 21–7  | 21–10 |       |
| 28 tháng 7 | 09:00      | Kim Ga-eun      | 2–0 Lưu trữ ngày 27 tháng 7 năm 2021 tại Wayback Machine | Yeo Jia Min     | 21–13 | 21–14 |       |

### Bảng L
| VT | Đội                       | ST | T | B | VT | VB | HS | ĐT | ĐB | HS  | Đ | Giành quyền tham dự          |
| -- | ------------------------- | -- | - | - | -- | -- | -- | -- | -- | --- | - | ---------------------------- |
| 1  | Yamaguchi Akane (JPN) (H) | 2  | 2 | 0 | 4  | 0  | +4 | 84 | 38 | +46 | 2 | Giành quyền vào vòng sơ loại |
| 2  | Kirsty Gilmour (GBR)      | 2  | 1 | 1 | 2  | 2  | 0  | 69 | 70 | −1  | 1 |                              |
| 3  | Mahoor Shahzad (PAK)      | 2  | 0 | 2 | 0  | 4  | −4 | 39 | 84 | −45 | 0 |                              |

| Ngày       | Thời lượng | Vận động viên 1 | Tỷ số                                                    | Vận động viên 2 | Set 1 | Set 2 | Set 3 |
| ---------- | ---------- | --------------- | -------------------------------------------------------- | --------------- | ----- | ----- | ----- |
| 24 tháng 7 | 09:40      | Yamaguchi Akane | 2–0 Lưu trữ ngày 25 tháng 7 năm 2021 tại Wayback Machine | Mahoor Shahzad  | 21–3  | 21–8  |       |
| 27 tháng 7 | 14:00      | Kirsty Gilmour  | 2–0 Lưu trữ ngày 26 tháng 7 năm 2021 tại Wayback Machine | Mahoor Shahzad  | 21–14 | 21–14 |       |
| 28 tháng 7 | 09:00      | Yamaguchi Akane | 2–0 Lưu trữ ngày 27 tháng 7 năm 2021 tại Wayback Machine | Kirsty Gilmour  | 21–9  | 21–18 |       |

### Bảng M
| VT | Đội                            | ST | T | B | VT | VB | HS | ĐT | ĐB | HS  | Đ | Giành quyền tham dự          |
| -- | ------------------------------ | -- | - | - | -- | -- | -- | -- | -- | --- | - | ---------------------------- |
| 1  | Gregoria Mariska Tunjung (INA) | 2  | 2 | 0 | 4  | 0  | +4 | 84 | 47 | +37 | 2 | Giành quyền vào vòng sơ loại |
| 2  | Lianne Tan (BEL)               | 2  | 1 | 1 | 2  | 2  | 0  | 70 | 56 | +14 | 1 |                              |
| 3  | Thet Htar Thuzar (MYA)         | 2  | 0 | 2 | 0  | 4  | −4 | 33 | 84 | −51 | 0 |                              |

| Ngày       | Thời lượng | Vận động viên 1          | Tỷ số                                                    | Vận động viên 2  | Set 1 | Set 2 | Set 3 |
| ---------- | ---------- | ------------------------ | -------------------------------------------------------- | ---------------- | ----- | ----- | ----- |
| 25 tháng 7 | 10:00      | Gregoria Mariska Tunjung | 2–0 Lưu trữ ngày 28 tháng 7 năm 2021 tại Wayback Machine | Thet Htar Thuzar | 21–11 | 21–8  |       |
| 27 tháng 7 | 12:40      | Lianne Tan               | 2–0 Lưu trữ ngày 27 tháng 7 năm 2021 tại Wayback Machine | Thet Htar Thuzar | 21–6  | 21–8  |       |
| 28 tháng 7 | 09:40      | Gregoria Mariska Tunjung | 2–0 Lưu trữ ngày 28 tháng 7 năm 2021 tại Wayback Machine | Lianne Tan       | 21–11 | 21–17 |       |

### Bảng N
| VT | Đội                      | ST | T | B | VT | VB | HS | ĐT | ĐB | HS  | Đ | Giành quyền tham dự          |
| -- | ------------------------ | -- | - | - | -- | -- | -- | -- | -- | --- | - | ---------------------------- |
| 1  | Ratchanok Intanon (THA)  | 1  | 1 | 0 | 2  | 1  | +1 | 61 | 49 | +12 | 1 | Giành quyền vào vòng sơ loại |
| 2  | Soniia Cheah Su Ya (MAS) | 1  | 0 | 1 | 1  | 2  | −1 | 49 | 61 | −12 | 0 |                              |
| 3  | Laura Sárosi (HUN) (Z)   | 0  | 0 | 0 | 0  | 0  | 0  | 0  | 0  | 0   | 0 |                              |

| Ngày       | Thời lượng | Vận động viên 1    | Tỷ số                                                                | Vận động viên 2    | Set 1   | Set 2   | Set 3   |
| ---------- | ---------- | ------------------ | -------------------------------------------------------------------- | ------------------ | ------- | ------- | ------- |
| 25 tháng 7 | 19:20      | Ratchanok Intanon  | 2–0 Lưu trữ ngày 26 tháng 7 năm 2021 tại Wayback Machine Vô hiệu hóa | Laura Sárosi       | 21–5    | 21–10   |         |
| 27 tháng 7 | 14:00      | Soniia Cheah Su Ya | N/P Lưu trữ ngày 25 tháng 7 năm 2021 tại Wayback Machine             | Laura Sárosi       | Rút lui | Rút lui | Rút lui |
| 28 tháng 7 | 11:40      | Ratchanok Intanon  | 2–1 Lưu trữ ngày 27 tháng 7 năm 2021 tại Wayback Machine             | Soniia Cheah Su Ya | 19–21   | 21–18   | 21–10   |

### Bảng P
| VT | Đội                    | ST | T | B | VT | VB | HS | ĐT  | ĐB  | HS  | Đ | Giành quyền tham dự    |
| -- | ---------------------- | -- | - | - | -- | -- | -- | --- | --- | --- | - | ---------------------- |
| 1  | Đới Tư Dĩnh (TPE)      | 3  | 3 | 0 | 6  | 0  | +6 | 126 | 70  | +56 | 3 | Giành quyền vào tứ kết |
| 2  | Nguyễn Thùy Linh (VIE) | 3  | 2 | 1 | 4  | 2  | +2 | 111 | 89  | +22 | 2 |                        |
| 3  | Qi Xuefei (FRA)        | 3  | 1 | 2 | 2  | 4  | −2 | 87  | 108 | −21 | 1 |                        |
| 4  | Sabrina Jaquet (SUI)   | 3  | 0 | 3 | 0  | 4  | −4 | 69  | 126 | −57 | 0 |                        |

| Ngày       | Thời lượng | Vận động viên 1  | Tỷ số                                                    | Vận động viên 2  | Set 1 | Set 2 | Set 3 |
| ---------- | ---------- | ---------------- | -------------------------------------------------------- | ---------------- | ----- | ----- | ----- |
| 24 tháng 7 | 09:00      | Qi Xuefei        | 0–2 Lưu trữ ngày 25 tháng 7 năm 2021 tại Wayback Machine | Nguyễn Thùy Linh | 11–21 | 11–21 |       |
| 24 tháng 7 | 13:00      | Đới Tư Dĩnh      | 2–0 Lưu trữ ngày 25 tháng 7 năm 2021 tại Wayback Machine | Sabrina Jaquet   | 21–7  | 21–13 |       |
| 26 tháng 7 | 10:00      | Qi Xuefei        | 2–0 Lưu trữ ngày 25 tháng 7 năm 2021 tại Wayback Machine | Sabrina Jaquet   | 21–10 | 21–14 |       |
| 26 tháng 7 | 14:00      | Đới Tư Dĩnh      | 2–0 Lưu trữ ngày 25 tháng 7 năm 2021 tại Wayback Machine | Nguyễn Thùy Linh | 21–16 | 21–11 |       |
| 28 tháng 7 | 09:00      | Đới Tư Dĩnh      | 2–0 Lưu trữ ngày 28 tháng 7 năm 2021 tại Wayback Machine | Qi Xuefei        | 21–10 | 21–13 |       |
| 28 tháng 7 | 09:40      | Nguyễn Thùy Linh | 2–0 Lưu trữ ngày 27 tháng 7 năm 2021 tại Wayback Machine | Sabrina Jaquet   | 21–8  | 21–17 |       |

## Chung kết
Vòng đấu loại trực tiếp đã diễn ra từ ngày 29 tháng 7 đến ngày 1 tháng 8. Một vòng được tổ chức mỗi ngày. Giai đoạn này là một giải đấu loại trực tiếp với một trận tranh huy chương đồng.
|  | Vòng sơ loại | Vòng sơ loại                   | Vòng sơ loại | Vòng sơ loại          | Vòng sơ loại |    |                         | Tứ kết | Tứ kết           | Tứ kết | Tứ kết             | Tứ kết |    |                   | Bán kết | Bán kết | Bán kết | Bán kết | Bán kết               |                       |                       | Tranh huy chương vàng | Tranh huy chương vàng | Tranh huy chương vàng | Tranh huy chương vàng | Tranh huy chương vàng |  |
|  |              |                                |              |                       |              |    |                         |        |                  |        |                    |        |    |                   |         |         |         |         |                       |                       |                       |                       |                       |                       |                       |                       |  |
|  |              |                                |              |                       |              |    |                         | A1     | Chen Yufei (CHN) | 21     | 21                 |        |    |                   |         |         |         |         |                       |                       |                       |                       |                       |                       |                       |                       |  |
|  |              |                                |              |                       |              |    |                         | A1     | Chen Yufei (CHN) | 21     | 21                 |        |    |                   |         |         |         |         |                       |                       |                       |                       |                       |                       |                       |                       |  |
|  |              |                                | C1           | An Se-young (KOR)     | 18           | 19 |                         |        |                  |        |                    |        |    |                   |         |         |         |         |                       |                       |                       |                       |                       |                       |                       |                       |  |
|  | C1           | An Se-young (KOR)              | C1           | An Se-young (KOR)     | 18           | 19 | 21                      | 21     |                  |        |                    |        |    |                   |         |         |         |         |                       |                       |                       |                       |                       |                       |                       |                       |  |
|  | C1           | An Se-young (KOR)              |              |                       |              |    |                         |        |                  |        |                    |        |    |                   |         |         |         |         |                       |                       |                       |                       |                       |                       |                       |                       |  |
|  | D1           | Busanan Ongbamrungphan (THA)   | 15           | 15                    |              |    |                         |        |                  |        |                    |        |    |                   |         |         |         |         |                       |                       |                       |                       |                       |                       |                       |                       |  |
|  | D1           | Busanan Ongbamrungphan (THA)   | 15           | 15                    |              | A1 | Chen Yufei (CHN)        | 21     | 13               | 21     |                    |        |    |                   |         |         |         |         |                       |                       |                       |                       |                       |                       |                       |                       |  |
|  |              |                                |              |                       |              |    |                         |        |                  |        |                    |        |    |                   |         |         |         |         |                       |                       |                       |                       |                       |                       |                       |                       |  |
|  |              |                                | G1           | He Bingjiao (CHN)     | 16           | 21 | 12                      |        |                  |        |                    |        |    |                   |         |         |         |         |                       |                       |                       |                       |                       |                       |                       |                       |  |
|  | E1           | Okuhara Nozomi (JPN)           | G1           | He Bingjiao (CHN)     | 16           | 21 | 12                      | 21     | 21               |        |                    |        |    |                   |         |         |         |         |                       |                       |                       |                       |                       |                       |                       |                       |  |
|  | E1           | Okuhara Nozomi (JPN)           |              |                       |              |    |                         |        |                  |        |                    |        |    |                   |         |         |         |         |                       |                       |                       |                       |                       |                       |                       |                       |  |
|  | F1           | Michelle Li (CAN)              | 9            | 7                     |              |    |                         |        |                  |        |                    |        |    |                   |         |         |         |         |                       |                       |                       |                       |                       |                       |                       |                       |  |
|  | F1           | Michelle Li (CAN)              | 9            | 7                     |              | E1 | Okuhara Nozomi (JPN)    | 21     | 13               | 14     |                    |        |    |                   |         |         |         |         |                       |                       |                       |                       |                       |                       |                       |                       |  |
|  |              |                                |              |                       |              | E1 | Okuhara Nozomi (JPN)    | 21     | 13               | 14     |                    |        |    |                   |         |         |         |         |                       |                       |                       |                       |                       |                       |                       |                       |  |
|  |              |                                | G1           | He Bingjiao (CHN)     | 13           | 21 | 21                      |        |                  |        |                    |        |    |                   |         |         |         |         |                       |                       |                       |                       |                       |                       |                       |                       |  |
|  | G1           | He Bingjiao (CHN)              | G1           | He Bingjiao (CHN)     | 13           | 21 | 21                      | 14     | 9                |        |                    |        |    |                   |         |         |         |         |                       |                       |                       |                       |                       |                       |                       |                       |  |
|  | G1           | He Bingjiao (CHN)              |              |                       |              |    |                         |        |                  |        |                    |        |    |                   |         |         |         |         |                       |                       |                       |                       |                       |                       |                       |                       |  |
|  | H1           | Beiwen Zhang (USA)             | 21           | 7r                    |              |    |                         |        |                  |        |                    |        |    |                   |         |         |         |         |                       |                       |                       |                       |                       |                       |                       |                       |  |
|  | H1           | Beiwen Zhang (USA)             | 21           | 7r                    |              | A1 | Chen Yufei (CHN)        | 21     | 19               | 21     |                    |        |    |                   |         |         |         |         |                       |                       |                       |                       |                       |                       |                       |                       |  |
|  |              |                                |              |                       |              |    |                         |        |                  |        |                    |        |    |                   |         |         |         |         |                       |                       |                       |                       |                       |                       |                       |                       |  |
|  |              |                                | P1           | Đới Tư Dĩnh (TPE)     | 18           | 21 | 18                      |        |                  |        |                    |        |    |                   |         |         |         |         |                       |                       |                       |                       |                       |                       |                       |                       |  |
|  | I1           | Mia Blichfeldt (DEN)           | P1           | Đới Tư Dĩnh (TPE)     | 18           | 21 | 18                      | 15     | 13               |        |                    |        |    |                   |         |         |         |         |                       |                       |                       |                       |                       |                       |                       |                       |  |
|  | I1           | Mia Blichfeldt (DEN)           |              |                       |              |    |                         | 15     | 13               |        |                    |        |    |                   |         |         |         |         |                       |                       |                       |                       |                       |                       |                       |                       |  |
|  | J1           | P. V. Sindhu (IND)             | 21           | 21                    |              |    |                         |        |                  |        |                    |        |    |                   |         |         |         |         |                       |                       |                       |                       |                       |                       |                       |                       |  |
|  | J1           | P. V. Sindhu (IND)             | 21           | 21                    |              | J1 | P. V. Sindhu (IND)      | 21     | 22               |        |                    |        |    |                   |         |         |         |         |                       |                       |                       |                       |                       |                       |                       |                       |  |
|  |              |                                |              |                       |              | J1 | P. V. Sindhu (IND)      | 21     | 22               |        |                    |        |    |                   |         |         |         |         |                       |                       |                       |                       |                       |                       |                       |                       |  |
|  |              |                                | L1           | Yamaguchi Akane (JPN) | 13           | 20 |                         |        |                  |        |                    |        |    |                   |         |         |         |         |                       |                       |                       |                       |                       |                       |                       |                       |  |
|  | K1           | Kim Ga-eun (KOR)               | L1           | Yamaguchi Akane (JPN) | 13           | 20 | 17                      | 18     |                  |        |                    |        |    |                   |         |         |         |         |                       |                       |                       |                       |                       |                       |                       |                       |  |
|  | K1           | Kim Ga-eun (KOR)               |              |                       |              |    |                         |        |                  |        |                    |        |    |                   |         |         |         |         |                       |                       |                       |                       |                       |                       |                       |                       |  |
|  | L1           | Yamaguchi Akane (JPN)          | 21           | 21                    |              |    |                         |        |                  |        |                    |        |    |                   |         |         |         |         |                       |                       |                       |                       |                       |                       |                       |                       |  |
|  | L1           | Yamaguchi Akane (JPN)          | 21           | 21                    |              | J1 | P. V. Sindhu (IND)      | 18     | 12               |        |                    |        |    |                   |         |         |         |         |                       |                       |                       |                       |                       |                       |                       |                       |  |
|  |              |                                |              |                       |              |    |                         |        |                  |        |                    |        |    |                   |         |         |         |         |                       |                       |                       |                       |                       |                       |                       |                       |  |
|  |              |                                | P1           | Đới Tư Dĩnh (TPE)     | 21           | 21 |                         |        |                  |        |                    |        |    |                   |         |         |         |         |                       |                       |                       |                       |                       |                       |                       |                       |  |
|  | M1           | Gregoria Mariska Tunjung (INA) | P1           | Đới Tư Dĩnh (TPE)     | 21           | 21 | 12                      | 19     |                  |        |                    |        |    |                   |         |         |         |         | Tranh huy chương đồng | Tranh huy chương đồng | Tranh huy chương đồng | Tranh huy chương đồng | Tranh huy chương đồng |                       |                       |                       |  |
|  | M1           | Gregoria Mariska Tunjung (INA) |              |                       |              |    |                         |        |                  |        |                    |        |    |                   |         |         |         |         |                       |                       |                       |                       |                       |                       |                       |                       |  |
|  | N1           | Ratchanok Intanon (THA)        | 21           | 21                    |              |    |                         |        |                  |        |                    |        |    |                   |         |         |         |         |                       |                       |                       |                       |                       |                       |                       |                       |  |
|  | N1           | Ratchanok Intanon (THA)        | 21           | 21                    |              | N1 | Ratchanok Intanon (THA) | 21     | 18               | 18     |                    |        | G1 | He Bingjiao (CHN) | 13      | 15      |         |         |                       |                       |                       |                       |                       |                       |                       |                       |  |
|  |              |                                |              |                       |              | N1 | Ratchanok Intanon (THA) | 21     | 18               | 18     |                    |        | G1 | He Bingjiao (CHN) | 13      | 15      |         |         |                       |                       |                       |                       |                       |                       |                       |                       |  |
|  |              |                                | P1           | Đới Tư Dĩnh (TPE)     | 14           | 21 | 21                      |        |                  | J1     | P. V. Sindhu (IND) | 21     | 21 |                   |         |         |         |         |                       |                       |                       |                       |                       |                       |                       |                       |  |